# Afriland First Group
Afriland First Group est une société anonyme créée 19 mars 2008 à Neuchâtel en Suisse,,. Elle a pour buts l'achat, l'administration et la gestion ainsi que la vente des participations en Suisse et à l'étranger (pour but complet, cf.statuts).

## Histoire
Les origines d’Afriland First Group remontent aux années 1980, au Cameroun, avec la création de la Caisse Commune d’Epargne et d’Investissement précisément en juillet 1987, qui commence ses activités sur la base d’un agrément de banque commerciale. En mars 1994, Caisse Commune d’Epargne et d’Investissement devient « CCEI-BANK ».
Après ce changement de nom commercial, la banque camerounaise engage la conquête du marché de la sous-région Afrique centrale, avec l’ouverture, en  mai 1994, de la filiale équato-guinéenne, CCEI-Bank Guinée-Equatoriale.  Trois bureaux de représentation verront le jour par la suite :  Paris (novembre 1995) ; Pointe Noire (septembre 2000) ; Beijing (juillet 2001).
Un nouveau changement de nom intervient en janvier 2002, quand CCEI-Bank est abandonné au profit du nom commercial actuellement en vigueur à savoir Afriland First Bank. Après les trois bureaux de représentation, la banque camerounaise s’installe à Sao Tomé e Principe en  mai 2003 et en République Démocratique du Congo en juin 2005.  
En mars 2008, intervient la création d'Afriland First Group à Neuchâtel. Paul Kammogne Fokam en est le président. L'entreprise faitière fédère les titres de participations des filiales bancaires de par le monde. Entre 2010 et 2020, Afriland First Group ouvre 6 nouvelles filiales : en Zambie (février 2010) au Liberia (mars 2011), au Sud-Soudan  (mai 2012), en Guinée  (novembre 2012) ; en Côte d’Ivoire (novembre 2012) et Ouganda (octobre 2020).
Certaines de ces filiales voient le jour par obtention de licences bancaires délivrées par les banques centrales respectives, d’autres sont des rachats de banques préexistantes. C’est le cas en Zambie où Afriland First Group a racheté 80% des parts d’Intermarket Bank. C’est aussi le cas en Côte d’Ivoire où elle a racheté 97% des parts d'Access Bank Côte d’Ivoire.
Afriland First Group a cédé deux filiales : la filiale zambienne en juillet 2015 et  la filiale équato-guinéenne en juillet 2020. La cession de CCEI-Bank GE s’accompagne d’une forte controverse autour de la question du paiement des 47,7 millions d’euros objet de la convention de cession signée entre Afriland First Group et l’État équato-guinéen.  Une enquête de Financial Afrik publiée le 27 janvier 2021 va plus loin et relate les conditions d’une « nationalisation planifiée ».  

## BNIG
On note en outre une volonté de diversification des activités de la société faîtière, avec l’entrée dans le segment banque de développement. En effet, elle est actionnaire à hauteur de 10% de la BNIG [Banque nationale d’investissement de Guinée] officiellement inaugurée en novembre 2020,.
Afriland First Group a accompagné l’État guinéen (détenteur de 90% du capital) dans la création de la BNIG : « conception, étude, montage, agrément, recrutement, formation, démarrage et opérationnalisation de la BNIG ».
Le Conseil d’administration de la BNIG est d’ailleurs présidé par Paul Kammogne Fokam. Quant au poste de secrétaire du Conseil d’administration, il a été attribué au Camerounais Guy Laurent Fondjo, par ailleurs Administrateur directeur général de la filiale guinéenne d’Afriland First Bank.

## Conseil d’Administration
Le Conseil d’administration d’Afriland First Group est présidé par Paul Kamogne  Fokam. Les membres du Conseil d’Administration sont :
- Paul K Fokam[15]

- Thomas Vogel[1] : titulaire d’une Licence fédérale en Organisation et gestion de projets en Suisse, il a été Directeur exécutif à la Bank Julius Baer à Genève et à Singapour avant d’ouvrir et diriger le Bureau de représentation d’UBS au Nigeria, où il était également membre du Comité de gestion d’UBS Africa.

- Elson Ng Keng Kwang[16]: il a occupé les fonctions de Directeur Exécutif, Directeur Général Opérationnel, Président et CEO puis Président Projets Stratégiques chez GMG Global Ltd, société cotée à la bourse de Singapour. Elson Ng Keng Kwang a aussi occupé le poste de Directeur Général Délégué de la Bank of Hawaï. Il s’occupe au sein du Groupe de l’audit et préside le Comité de Risk management.

- Valéry Kammogne Fokam : ingénieur électronicien, diplômé de l’université de Cologne, il est aussi Directeur Général de la Société industrielle de traitement de la cellulose (Sitracel). Au sein du groupe, il est chargé de la Gouvernance et des Ressources humaines.

## Afriland First Group en quelques chiffres
|                                                              | 2016      | 2017      | 2018      | 2019      |
| Total bilan (milliers €)                                     | 2 980 205 | 2 913 810 | 3 367 466 | 3 524     |
| Fonds propres (milliers €)                                   | 424 216   | 424 216   | 433 145   | 463 744   |
| Compte d’exploitation (milliers €)                           | 19 186    | 19 521    | 20 880    | 22 535    |
| Dotation aux provisions pour risques de crédits (milliers €) | 79 012    | 79 974    | 54 274    | 37 821    |
| Total Dépôts clients (milliers €)                            | 1 840 404 | 1 919 673 | 2 252 266 | 2 458 443 |